# Zahlentheoretische Funktion
Eine zahlentheoretische oder arithmetische Funktion ist eine Funktion, die jeder positiven natürlichen Zahl eine komplexe Zahl zuordnet. Diese Funktionen dienen in der Zahlentheorie dazu, Eigenschaften von natürlichen Zahlen, besonders deren Teilbarkeit, zu beschreiben und zu untersuchen.

## Spezielle zahlentheoretische Funktionen

### Beispiele
| n  | =     | φ(n) | ω(n) | Ω(n) | λ(n) | μ(n) | Λ(n) | π(n) | σ0(n) | σ1(n) | σ2(n) | r2(n) | r3(n) | r4(n) |
| -- | ----- | ---- | ---- | ---- | ---- | ---- | ---- | ---- | ----- | ----- | ----- | ----- | ----- | ----- |
| 1  | 1     | 1    | 0    | 0    | 1    | 1    | 0.00 | 0    | 1     | 1     | 1     | 4     | 6     | 8     |
| 2  | 2     | 1    | 1    | 1    | -1   | -1   | 0.69 | 1    | 2     | 3     | 5     | 4     | 12    | 24    |
| 3  | 3     | 2    | 1    | 1    | -1   | -1   | 1.10 | 2    | 2     | 4     | 10    | 0     | 8     | 32    |
| 4  | 2     | 2    | 1    | 2    | 1    | 0    | 0.69 | 2    | 3     | 7     | 21    | 4     | 6     | 24    |
| 5  | 5     | 4    | 1    | 1    | -1   | -1   | 1.61 | 3    | 2     | 6     | 26    | 8     | 24    | 48    |
| 6  | 2‧3   | 2    | 2    | 2    | 1    | 1    | 0.00 | 3    | 4     | 12    | 50    | 0     | 24    | 96    |
| 7  | 7     | 6    | 1    | 1    | -1   | -1   | 1.95 | 4    | 2     | 8     | 50    | 0     | 0     | 64    |
| 8  | 23    | 4    | 1    | 3    | -1   | 0    | 0.69 | 4    | 4     | 15    | 85    | 4     | 12    | 24    |
| 9  | 32    | 6    | 1    | 2    | 1    | 0    | 1.10 | 4    | 3     | 13    | 91    | 4     | 30    | 104   |
| 10 | 2‧5   | 4    | 2    | 2    | 1    | 1    | 0.00 | 4    | 4     | 18    | 130   | 8     | 24    | 144   |
| 11 | 11    | 10   | 1    | 1    | -1   | -1   | 2.40 | 5    | 2     | 12    | 122   | 0     | 24    | 96    |
| 12 | 2‧3   | 4    | 2    | 3    | -1   | 0    | 0.00 | 5    | 6     | 28    | 210   | 0     | 8     | 96    |
| 13 | 13    | 12   | 1    | 1    | -1   | -1   | 2.56 | 6    | 2     | 14    | 170   | 8     | 24    | 112   |
| 14 | 2‧7   | 6    | 2    | 2    | 1    | 1    | 0.00 | 6    | 4     | 24    | 250   | 0     | 48    | 192   |
| 15 | 3‧5   | 8    | 2    | 2    | 1    | 1    | 0.00 | 6    | 4     | 24    | 260   | 0     | 0     | 192   |
| 16 | 24    | 8    | 1    | 4    | 1    | 0    | 0.69 | 6    | 5     | 31    | 341   | 4     | 6     | 24    |
| 17 | 17    | 16   | 1    | 1    | -1   | -1   | 2.83 | 7    | 2     | 18    | 290   | 8     | 48    | 144   |
| 18 | 2‧32  | 6    | 2    | 3    | -1   | 0    | 0.00 | 7    | 6     | 39    | 455   | 4     | 36    | 312   |
| 19 | 19    | 18   | 1    | 1    | -1   | -1   | 2.94 | 8    | 2     | 20    | 362   | 0     | 24    | 160   |
| 20 | 2‧5   | 8    | 2    | 3    | -1   | 0    | 0.00 | 8    | 6     | 42    | 546   | 8     | 24    | 144   |
| 21 | 3‧7   | 12   | 2    | 2    | 1    | 1    | 0.00 | 8    | 4     | 32    | 500   | 0     | 48    | 256   |
| 22 | 2‧11  | 10   | 2    | 2    | 1    | 1    | 0.00 | 8    | 4     | 36    | 610   | 0     | 24    | 288   |
| 23 | 23    | 22   | 1    | 1    | -1   | -1   | 3.14 | 9    | 2     | 24    | 530   | 0     | 0     | 192   |
| 24 | 23‧3  | 8    | 2    | 4    | 1    | 0    | 0.00 | 9    | 8     | 60    | 850   | 0     | 24    | 96    |
| 25 | 52    | 20   | 1    | 2    | 1    | 0    | 1.61 | 9    | 3     | 31    | 651   | 12    | 30    | 248   |
| 26 | 2‧13  | 12   | 2    | 2    | 1    | 1    | 0.00 | 9    | 4     | 42    | 850   | 8     | 72    | 336   |
| 27 | 3     | 18   | 1    | 3    | -1   | 0    | 1.10 | 9    | 4     | 40    | 820   | 0     | 32    | 320   |
| 28 | 2‧7   | 12   | 2    | 3    | -1   | 0    | 0.00 | 9    | 6     | 56    | 1050  | 0     | 0     | 192   |
| 29 | 29    | 28   | 1    | 1    | -1   | -1   | 3.37 | 10   | 2     | 30    | 842   | 8     | 72    | 240   |
| 30 | 2‧3‧5 | 8    | 3    | 3    | -1   | -1   | 0.00 | 10   | 8     | 72    | 1300  | 0     | 48    | 576   |
| 31 | 31    | 30   | 1    | 1    | -1   | -1   | 3.43 | 11   | 2     | 32    | 962   | 0     | 0     | 256   |
| 32 | 25    | 16   | 1    | 5    | -1   | 0    | 0.69 | 11   | 6     | 63    | 1365  | 4     | 12    | 24    |
| 33 | 3‧11  | 20   | 2    | 2    | 1    | 1    | 0.00 | 11   | 4     | 48    | 1220  | 0     | 48    | 384   |
| 34 | 2‧17  | 16   | 2    | 2    | 1    | 1    | 0.00 | 11   | 4     | 54    | 1450  | 8     | 48    | 432   |
| 35 | 5‧7   | 24   | 2    | 2    | 1    | 1    | 0.00 | 11   | 4     | 48    | 1300  | 0     | 48    | 384   |
| 36 | 2‧32  | 12   | 2    | 4    | 1    | 0    | 0.00 | 11   | 9     | 91    | 1911  | 4     | 30    | 312   |
| 37 | 37    | 36   | 1    | 1    | -1   | -1   | 3.61 | 12   | 2     | 38    | 1370  | 8     | 24    | 304   |
| 38 | 2‧19  | 18   | 2    | 2    | 1    | 1    | 0.00 | 12   | 4     | 60    | 1810  | 0     | 72    | 480   |
| 39 | 3‧13  | 24   | 2    | 2    | 1    | 1    | 0.00 | 12   | 4     | 56    | 1700  | 0     | 0     | 448   |
| 40 | 23‧5  | 16   | 2    | 4    | 1    | 0    | 0.00 | 12   | 8     | 90    | 2210  | 8     | 24    | 144   |

Wichtige arithmetische Funktionen sind
- die identische Funktion {\displaystyle I(n):=n} und ihre Potenzen {\displaystyle I^{r}(n)=n^{r},}
- die Dirichlet-Charaktere {\displaystyle \chi _{k}(n),}
- die Teilerfunktionen

{\displaystyle \qquad \sigma _{k}(n):=\sum _{d|n}d^{k},} speziell {\displaystyle \sigma (n):=\sigma _{1}(n)=\sum _{d|n}d},
die die Summe aller Teiler bzw. der {\displaystyle k}-ten Potenzen aller Teiler einer Zahl {\displaystyle n} angeben und
- die Teileranzahlfunktion {\displaystyle d(n):=\sigma _{0}(n)} die angibt, wie viele Teiler die Zahl {\displaystyle n} besitzt,
- die Eulersche φ-Funktion, die die Anzahl der zu {\displaystyle n} teilerfremden natürlichen Zahlen angibt, die nicht größer als {\displaystyle n} sind,
- die Liouville-Funktion {\displaystyle \lambda (n)},
- die Ordnung {\displaystyle \Omega (n)}, also die Anzahl der (nicht notwendigerweise verschiedenen) Primfaktoren von {\displaystyle n}, sowie {\displaystyle \omega (n)} als Zahl der verschiedenen Primfaktoren,
- die Dedekindsche Psi-Funktion,
- die Möbiussche μ-Funktion (siehe den Absatz über Faltung weiter unten),
- die Isomorphietypen-Anzahlfunktion {\displaystyle a(n)},
- die p-adische Exponentenbewertung {\displaystyle \nu _{p}(n),}
- die Primzahlfunktion {\displaystyle \pi (n),} die die Anzahl der Primzahlen angibt, die nicht größer als {\displaystyle n} sind,
- die Smarandache-Funktion,
- die Chebyshev-Funktion,
- die Mangoldt-Funktion {\displaystyle \Lambda (n)} ,
- die Quadratsummen-Funktionen {\displaystyle r_{k}(n)} als Anzahl der Darstellungen einer gegebenen natürlichen Zahl {\displaystyle n} als Summe von {\displaystyle k} Quadraten ganzer Zahlen.

### Multiplikative Funktionen
Eine zahlentheoretische Funktion heißt multiplikativ, wenn für teilerfremde Zahlen {\displaystyle a} und {\displaystyle b} stets {\displaystyle f(ab)=f(a)\cdot f(b)} gilt und {\displaystyle f(1)} nicht verschwindet, was äquivalent zu {\displaystyle f(1)=1} ist. Sie heißt vollständig multiplikativ, auch strikt oder streng multiplikativ, wenn dies auch für nicht teilerfremde Zahlen gilt. Jede vollständig multiplikative Funktion ist also multiplikativ. Eine multiplikative Funktion lässt sich darstellen als
{\displaystyle f(n)=\prod _{p\in \mathbb {P} }f\left(p^{\nu _{p}(n)}\right),}
d. h. eine multiplikative Funktion ist vollständig durch die Werte bestimmt, die sie für Primzahlpotenzen annimmt.
- Von den oben als Beispiele angeführten Funktionen sind die Identität und ihre Potenzen sowie die Dirichlet-Charaktere vollständig multiplikativ, die Teileranzahlfunktion, die Teilerfunktionen und die Eulersche φ-Funktion multiplikativ. Die Primzahlfunktion und die Exponentenbewertung sind nicht multiplikativ.
- Das (punktweise) Produkt von zwei (vollständig) multiplikativen Funktionen ist wieder (vollständig) multiplikativ.

### Additive Funktionen
Eine zahlentheoretische Funktion heißt additiv, wenn für teilerfremde Zahlen {\displaystyle a} und {\displaystyle b} stets {\displaystyle f(ab)=f(a)+f(b)} gilt. Sie heißt vollständig additiv, auch strikt oder streng additiv, wenn dies auch für nicht teilerfremde Zahlen gilt.
Ein Beispiel für eine additive Funktion ist die {\displaystyle p}-adische Exponentenbewertung. Aus jeder multiplikativen Funktion, die nirgends verschwindet, lässt sich eine additive Funktion konstruieren, indem man das Ergebnis logarithmiert. Präziser: Wenn {\displaystyle f} (vollständig) multiplikativ und stets {\displaystyle f(n)\neq 0} ist, dann ist {\displaystyle \log(|f|)} eine (vollständig) additive Funktion. Gelegentlich wird auch ein (komplexer) Logarithmus einer nirgends verschwindenden zahlentheoretische Funktion {\displaystyle \operatorname {Log} (f)} (ohne Betrag) gebildet. Dabei ist jedoch wegen der verschiedenen Zweige des komplexen Logarithmus Vorsicht geboten.

## Faltung
Die Faltung von zahlentheoretischen Funktionen wird nach Dirichlet auch als Dirichlet-Faltung bezeichnet. Zu anderen Bedeutungen des Wortes in der Mathematik siehe den Artikel Faltung (Mathematik).

### Definition
Die Dirichlet-Faltung zweier zahlentheoretischer Funktionen ist definiert durch
{\displaystyle (f*g)(n):=\sum _{d\mid n}f\!\left({\frac {n}{d}}\right)g(d),\quad n\in \mathbb {N} ,}
wobei sich die Summe über alle (echten und unechten, positiven) Teiler von {\displaystyle n} erstreckt.
Die summatorische Funktion einer zahlentheoretischen Funktion {\displaystyle f} ist definiert durch {\displaystyle F:=f*I^{0}}, wobei {\displaystyle I^{0}} die konstante Funktion mit dem Funktionswert {\displaystyle 1} bezeichnet, also
{\displaystyle F(n)=(f*I^{0})(n)=\sum _{d\mid n}f(d),\quad n\in \mathbb {N} .}
Man kann zeigen, dass {\displaystyle I^{0}} bzgl. der Faltungsoperation invertierbar ist; ihr Inverses ist die (multiplikative) Möbiusfunktion {\displaystyle \mu }. Das führt zur Möbiusschen Umkehrformel, mit der man eine zahlentheoretische Funktion aus ihrer summatorischen Funktion zurückgewinnen kann.

### Eigenschaften der Faltung
- Die Faltung von zwei multiplikativen Funktionen ist multiplikativ.
- Die Faltung von zwei vollständig multiplikativen Funktionen muss nicht vollständig multiplikativ sein.
- Jede zahlentheoretische Funktion {\displaystyle f}, die an der Stelle {\displaystyle 1} nicht verschwindet, besitzt eine Inverse bezüglich der Faltungsoperation.
- Diese Faltungsinverse ist genau dann multiplikativ, wenn {\displaystyle f} multiplikativ ist.
- Die Faltungsinverse einer vollständig multiplikativen Funktion ist multiplikativ, aber im Allgemeinen nicht vollständig multiplikativ.
- Das neutrale Element der Faltungsoperation ist die durch {\displaystyle \eta (1)=1} und {\displaystyle \eta (n)=0} für alle {\displaystyle n>1} definierte Funktion {\displaystyle \eta .}

### Algebraische Struktur
- Die Menge der zahlentheoretischen Funktionen bildet mit der komponentenweisen Addition, der skalaren Multiplikation und der Faltung als innerer Multiplikation

- einen komplexen Vektorraum,
- einen Integritätsring,
- eine kommutative C-Algebra.

- Die multiplikative Gruppe dieses Ringes besteht aus den zahlentheoretischen Funktionen, die an der Stelle {\displaystyle 1} nicht verschwinden.
- Die Menge der multiplikativen Funktionen ist eine echte Untergruppe dieser Gruppe.

### Abgrenzung vom Raum der komplexen Zahlenfolgen
Mit der komplexen Skalarmultiplikation, der komponentenweisen Addition und – anstelle der Faltung – der komponentenweisen Multiplikation bildet die Menge der zahlentheoretischen Funktionen ebenfalls eine kommutative C-Algebra, die Algebra der formalen (nicht notwendig konvergenten) komplexen Zahlenfolgen. Diese kanonische Struktur als Abbildungsraum ist in der Zahlentheorie jedoch kaum von Interesse.
Als komplexer Vektorraum (also ohne innere Multiplikation) ist dieser Folgenraum mit dem Raum der zahlentheoretischen Funktionen identisch.

## Zusammenhang mit Dirichletreihen
Jeder zahlentheoretischen Funktion kann eine formale Dirichletreihe zugeordnet werden. Die Faltung wird dann zur Multiplikation von Reihen. Diese Konstruktion wird im Artikel über Dirichletreihen näher beschrieben.